# Associació Professional de Teatre per a Tots els Públics
L'Associació Professional de Teatre per a Tots els Públics és una entitat sense ànim de lucre formada per companyies professionals de teatre familiar. Va néixer l'any 2000 per promoure i vetllar per la qualitat del sector a Catalunya. Te la seva seu a Lleida, a la Casa dels Artistes que es troba al Carrer Cavallers 31-33, taller 2n 5è al Centre Històric de Lleida
La formen en l'actualitat 46 companyies de teatre, dansa, música, arts de carrer, circ, titelles, etc. d'arreu de Catalunya, totes elles són professionals i les seves representacions es dirigeixen a un públic familiar, La TTP treballa per aconseguir equiparar el reconeixement social d'aquest tipus d'espectacles al que rep qualsevol altres de la resta d'arts escèniques, però també per assegurar el nivell de qualitat tant en els muntatges com en la distribució i la presència als mitjans de comunicació.
Des del seu origen han estat un interlocutor de referència per a les administracions públiques amb les que ha col·laborat per millorar les condicions de creació, producció, distribució i exhibició. Aquesta col·laboració ha tingut ja diferents resultats: 
- Pla Integral de les Arts Escèniques i Musicals per a tots els públics (2010),[5] ha editat
- Codi de Bones Pràctiques Professionals a les Arts Escèniques i Musicals per a Infants i Joves[6] (2011) que era un dels compromisos que establia el Pla Integral i que va ser presentat a la seu del CoNCA en el marc de la jornada de treball "L'Escena i els nous públics" celebrada el 6 de febrer de 2012.
- Informe sobre les instal·lacions en les arts de carrer (2017)[7]

L'any 2014 creà la web Escena Familiar per facilitar la consulta de la programació dels diferents espectacles, les crítiques i opinions al respecte i també diferents informacions relacionades amb les obres, companyies i espais.
L'abril de 2019 signa un acord amb la Corporació Catalana de Mitjans Audiovisuals (CCMA) per difondre i promoure les activitats programades per aquesta associació, d'aquesta forma es consolida el se caràcter d'eina de coordinació que actors, músics, mags, ballarins, pallassos i titellaires i ser referent del teatre familiar, infantil i juvenil per a tots els públics i de qualitat.